# PGM Hécate II
Il PGM Hécate II è un fucile di precisione anti-materiale a otturatore girevole-scorrevole, camerato per la cartuccia 12,7 × 99 mm NATO ideato da Gilles Payen, fabbricato e distribuito dall'azienda francese PGM Précision.

## Storia
Nel 1997 la STAT (Sezione Tecnica dell'esercito francese) iniziò a valutare alcuni fucili di precisione di calibro 12,7 mm. Alcune forze speciali dell'esercito usavano già dei fucili di precisione di questo calibro (McMillan M87, Barrett M82 e Barrett M95). Nel 1993 fu eseguita una valutazione comparativa fra tre fucili da 12,7 mm, al termine della quale l'arma francese Hécate II venne giudicata più adatta rispetto a quelle proposte dalle aziende statunitensi McMillan Brothers Rifle Company e Barrett Firearms Manufacturing.
L'Hécate II fu dunque concepito per essere usato in ambito militare, specialmente per queste caratteristiche:
- il tiro di precisione;
- come arma per i tiratori scelti;
- per il fuoco di disturbo e come fucile anti-materiale a grandi distanze;
- per lo sminamento, terrestre o marittimo, usando delle munizioni specifiche.

## L'Hécate II

### Progettazione
L'Hécate II presenta lo stesso disegno del fucile di precisione PGM Ultima Ratio, rispetto al quale ha dimensioni e prestazioni superiori. Secondo alcune fonti, il 1º reggimento paracadutisti della fanteria marittima (1er RPIMa) avrebbe contribuito alla sua creazione insieme agli armaioli del RAID (che lavoravano a stretto contatto con Gilles Payen), al GIGN e allo Squadrone paracadutisti d'intervento della Gendarmeria Nazionale (EPIGN). L'Armée française "prese in prestito" l'Hecate II dal RAID nel 1994 per mostrarlo ai vari reggimenti e alle autorità.

### Meccanica
L'Hecate II opera, come le altre armi della PGM, grazie a un otturatore girevole-scorrevole ad azionamento manuale. L'arma riprende la progettazione della gamma Ultima Ratio, rispetto alla quale presenta una meccanica sovradimensionata per poter utilizzare i proiettili di calibro 12,7 mm.

### Ottica

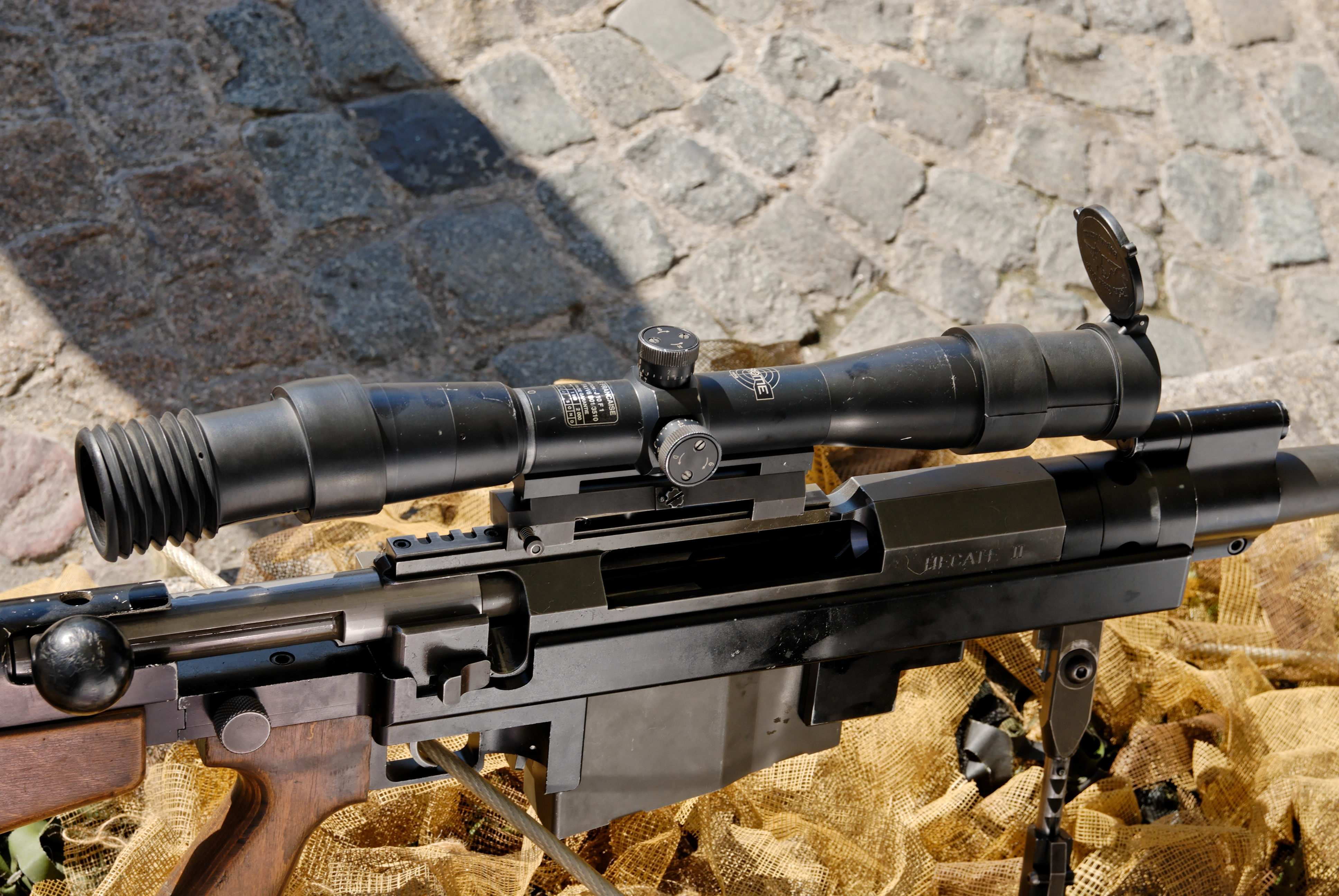
Un Hécate II con il suo mirino telescopico standard, lo Scrome LTE J10 F1

L'Hécate II può essere equipaggiato con vari tipi di montaggio del mirino telescopico: un aggancio del mirino a rilascio istantaneo come previsto dalle norme STANAG della NATO o una slitta Picatinny che permette l'utilizzo della maggior parte dei mirini esistenti.
Il mirino più diffuso è l'LTE J10 modello F1 della società francese SCROME, dotato di un ingrandimento fisso di 10x con lenti di 40 mm. Il mirino J10 consente una regolazione a passi di 50 m per le distanze comprese tra i 500 e i 1 850 m. Il reticolo incluso nell'oculare integra una livella a bolla che indica l'inclinazione laterale dell'arma.
L'Hécate II è dotato anche di sistemi di puntamento di riserva.

### Scheda tecnica

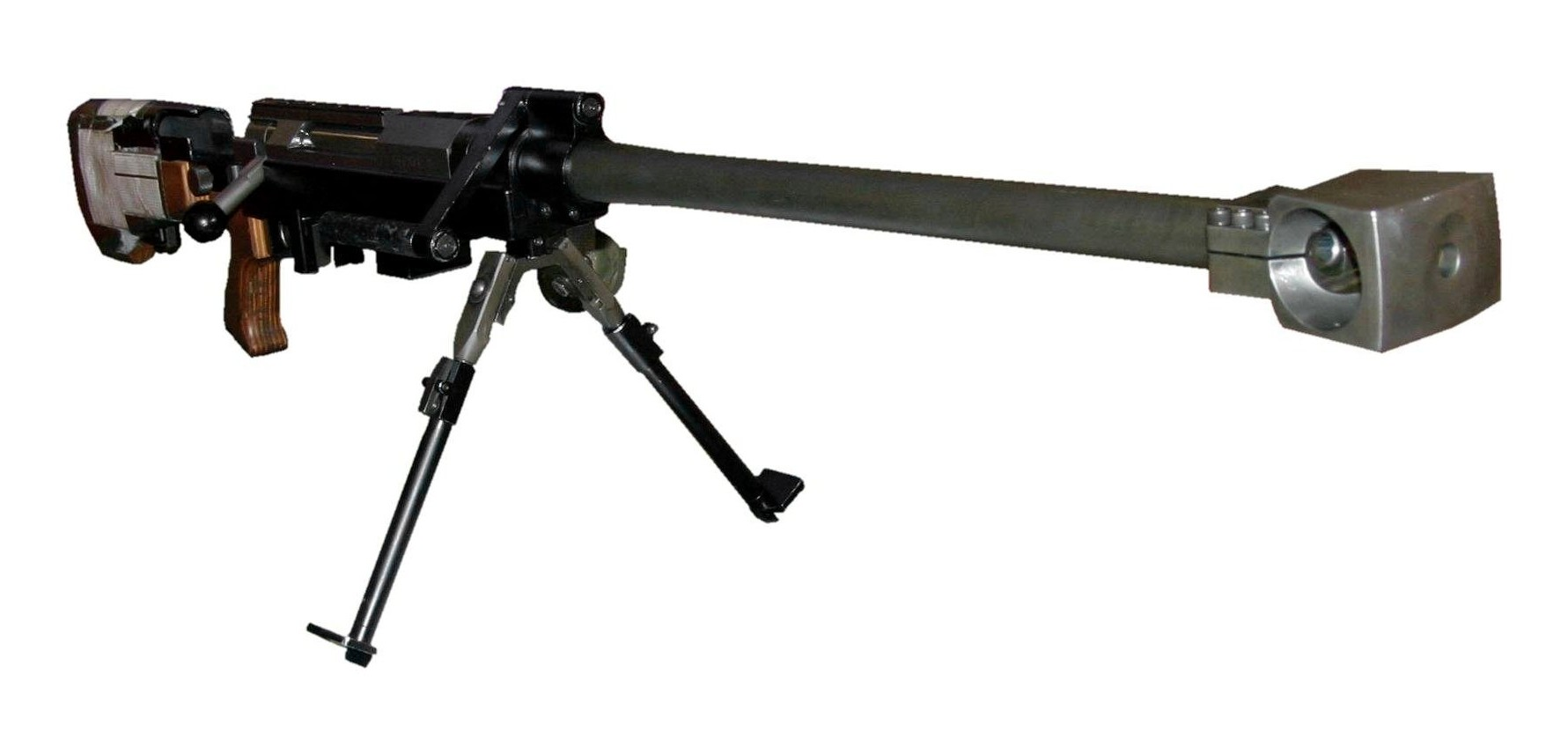
Un PGM Hécate II

- Calibro: .50 BGM (12,7 × 99 mm NATO)
- Modalità di tiro: colpo singolo/otturatore girevole-scorrevole
- Gittata effettiva: 1 800 m
- Capacità del caricatore: 7 cartucce
- Lunghezza: 1 380 mm
- Peso a vuoto: 13,800 kg
- Energia cinetica del proiettile (all'uscita della canna): ~ 14 300 joules

### Varianti
La versione base, descritta qui sopra, viene definita "version bois" perché la sua cassa e l'impugnatura sono in legno. PGM propone anche una "version polymère", che ha le stesse caratteristiche base della "version bois" dalla quale differisce per:
- alcuni elementi in plastica che sostituiscono quelli in legno;
  - una cassa in plastica con il calciolo regolabile in lunghezza e con il poggiaguancia regolabile in altezza;
  - un'impugnatura in plastica;
- anelli per il fissaggio di una cinghia;
- un bipiede la cui posizione può essere regolata in lunghezza.

### Accessori
Nel 2005 la PGM Précision ha introdotto due nuovi accessori per l'Hécate II, che rendono possibile modificare notevolmente l'arma:
- una canna di 900 mm al posto di quella di 700 mm della dotazione standard;
- un kit di slitte speciali, con una slitta Picatinny superiore ultra-lunga di 500 mm, che consente il montaggio contemporaneo di un mirino e di un amplificatore di luminosità rimovibile sulla slitta. Questo kit prevede anche una slitta laterale più corta, che consente il fissaggio di altri accessori sul lato destro dell'alloggiamento.

### Armi derivate
Tra le armi derivate dall'Hécate II si segnala l'OM 50 Nemesis prodotto dalla SAN Swiss Arms. Prodotta dal 2001, si distingue dall'Hécate II per essere proposta in tre diverse versioni con sette lunghezze diverse disponibili per la canna – cinque delle quali più corte dei 700 mm dell'Hecate II – che la rendono un'arma adatta a tiri di gittata inferiore (combattimento urbano, uso sportivo, ecc.), più compatta e leggera dell'Hécate II ma con la stessa potenza delle munizioni da 12,7 mm.

### Utilizzatori
L'Hécate II è stato esportato nelle seguenti nazioni:
- Brasile: utilizzato dai battaglioni per le operazioni speciali della Marina del Brasile dal 2014;[5]
- Svizzera: utilizzato nel Distaccamento d'esplorazione dell'esercito 10 (DRA10) e dai granatieri dell'Esercito svizzero;
- Polonia: utilizzato dall'unità antiterrorismo polacca GROM;
- Slovenia.[6]

## Citazioni nei media
- Nella seconda stagione dell'anime Sword Art Online, la giocatrice Sinon utilizza questo modello di fucile di precisione come arma;
- Nel videogioco Tom Clancy's Ghost Recon Phantoms il ricognitore può utilizzare il derivato dell'Hécate II, il Nemesis 50.
- Nel film The Gunman, il protagonista usa questo fucile per l'assassinio del politico congolese.